# MEGWIN

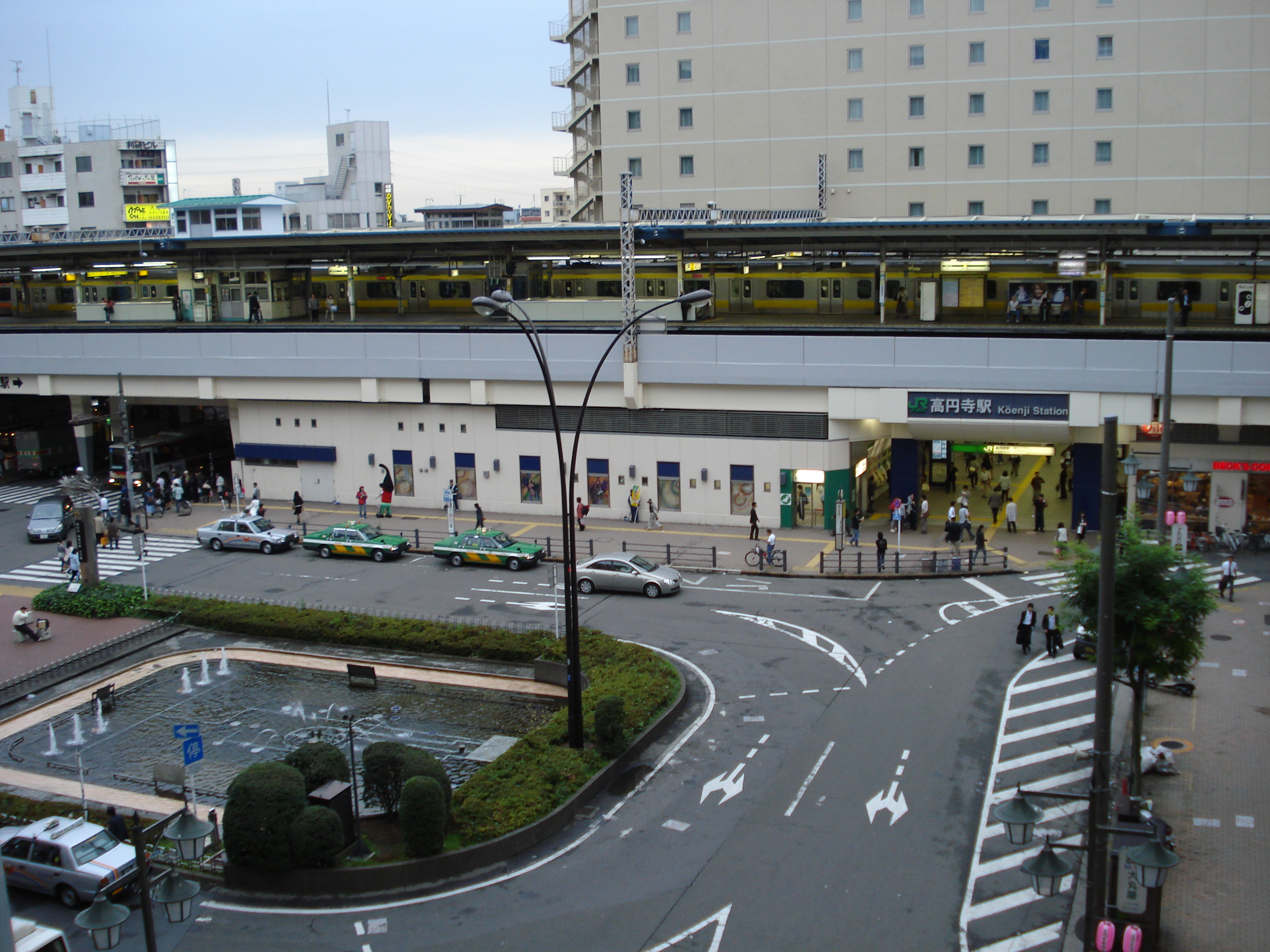

MEGWIN(본명: 세키네켄, 関根 剣)은 일본의 유튜버이자 코미디언이다. MEGWIN은 유튜브 재팬에서 가장 활발하게 활동하는 유튜브 블로거 중 한 명으로 2019년 6월 14일 현재 구독자 수가 969,962명이다. MEGWIN은 2005년 유튜브로 전환하기 전에 라이브 코미디 활동을 시작했으며 10년 동안 다양한 친구들과 함께 매일 동영상을 공개해 왔다. 2011년에 그는 자신의 회사인 주식회사MEGWIN TV(株式会社MEGWIN TV, Kabushikikaisha Meguwin Terebi)를 등록했다. 그는 타니타(Tanita)사와 파트너십을 맺고 새로운 '디지털 헐리우드'에 대한 강의도 진행해왔다. 2013년에 MEGWIN은 자신의 첫 번째 저서인 "유튜브에서 조금 벌기: 2억 조회수의 대가가 동영상을 돈으로 바꾸는 방법을 가르쳐줍니다"(YouTubeで小さく稼ぐ ~再生回数2億回の達人が教える、撮った動画をお金に変える方法~)를 발표했다. 그의 채널은 한때 Bandy, Falcon, Meteo 및 MEGWIN이라는 4명의 핵심 멤버로 구성되었다.
2018년 10월 14일 유튜브에 게시된 동영상은 Bandy가 MEGWIN TV를 떠날 것이라고 발표했다. 이후 그는 아내와 함께 자신의 유튜브 채널을 시작했다. Falcon과 Meteo도 MEGWIN TV에 출연을 중단했지만 공식적인 출발 발표는 없었다. 이들은 2018년 12월을 기점으로 영상 출연을 중단했다. 그들은 각자의 채널도 함께 시작했다.